# Karl Rapp
Karl Rapp (Ehingen (Alb-Donau), 24 de setembro de 1882 — Locarno, 26 de maio de 1962) foi um empresário alemão.
Em 1913 fundou a Rapp Motorenwerke GmbH em Munique, que durante a Primeira Guerra Mundial no campo da construção de motores aeronáuticos e aviões em parceria com a Gustav Otto Flugmaschinenwerke do engenheiro mecânico Gustav Otto, mas que em 1916 entrou em dificuldades financeiras vindo a se tornar, aparentemente sem envolvimento direto de Karl Rapp, na Bayerische Flugzeug-Werke AG (BFW).
A Rapp Motorenwerke GmbH foi transformada pelo engenheiro Franz Josef Popp e o investidor Camillo Castiglioni na Bayerische Motorenwerke GmbH (BMW). Nesta época Karl Rapp já tinha se afastado da empresa tendo se dedicado a partir de então aparentemente apenas a estudos científicos. Juntamente com Auguste Piccard fez pesquisas sobre altitudes (Piccard era balonista) e tinha em Locardo um observatório particular.
A empresa sucessora Bayerische Motorenwerke GmbH (BMW) tornou-se em 1918 sociedade anônima (em alemão:  Aktiengesellschaft - AG) e mudando sua linha de produtos passou a ser denominada Süddeutsche Bremsen-AG (do grupo Knorr-Bremse AG). A seção de construção de motores foi vendida, e a antiga Bayerische Flugzeugwerke AG (BFW) chama-se hoje Bayerische Motorenwerke AG (BMW).